# Drapetis distincta
Drapetis distincta är en tvåvingeart som beskrevs av Senior-white 1922. Drapetis distincta ingår i släktet Drapetis och familjen puckeldansflugor.
Artens utbredningsområde är Sri Lanka. Inga underarter finns listade i Catalogue of Life.